# Girls (песня The Prodigy)
«Girls» (с англ. — «Девочки») — 13-й сингл британской музыкальной группы The Prodigy, выпущенный 30 августа 2004 года. Это первый сингл с четвёртого студийного альбома The Prodigy, Always Outnumbered, Never Outgunned.
После негативно принятого сингла Baby’s Got a Temper, песня была воспринята публикой более положительно, а в Британском чарте синглов «Girls» заняла 19 место вскоре после выхода.

## Список композиций

### Грампластинка
A1. «Girls» (4:06)
B1. «More Girls»
B2. «Under My Wheels» (Original Mix)

### CD
1. «Girls» (4:14)
2. «More Girls»
3. «Under My Wheels» (Original Mix)

## Girls/Memphis Bells
«Girls/Memphis Bells» — специальное и ограниченное издание сингла, содержащее лишь 2 песни и выпущенное лишь в 5000 экземплярах на грампластинках. Песню «Memphis Bells» также можно было скачать с официального сайта сингла; от альбомной версии песня отличалась лишь отсутствием вокала от певицы Кончетты Киршнер.